# Pince-Marof
Pince-Marof (węg. Pincemajor) – wieś w Słowenii, w gminie Lendava. 1 stycznia 2018 liczyła 100 mieszkańców.